# Gymnobothrus lineaalba
Gymnobothrus lineaalba is een rechtvleugelig insect uit de familie veldsprinkhanen (Acrididae). De wetenschappelijke naam van deze soort is voor het eerst geldig gepubliceerd in 1889 door Ignacio Bolívar.